# Episodi di Friends (sesta stagione)
La sesta stagione della sitcom Friends, composta da venticinque episodi, è andata in onda negli Stati Uniti dal 23 settembre 1999 al 18 maggio 2000 sul canale NBC.
In Italia è invece stata trasmessa dal 26 settembre al 30 ottobre 2000 su Rai 2 nella fascia pre-serale.
| nº | Titolo originale                           | Titolo italiano                      | Prima TV USA      | Prima TV Italia   |
| -- | ------------------------------------------ | ------------------------------------ | ----------------- | ----------------- |
| 1  | The One After Vegas                        | Il giorno dopo                       | 23 settembre 1999 | 26 settembre 2000 |
| 2  | The One Where Ross Hugs Rachel             | Fine di un'epoca                     | 30 settembre 1999 | 27 settembre 2000 |
| 3  | The One with Ross's Denial                 | Cercasi casa                         | 7 ottobre 1999    | 28 settembre 2000 |
| 4  | The One Where Joey Loses His Insurance     | L'assicurazione scaduta              | 14 ottobre 1999   | 29 settembre 2000 |
| 5  | The One with Joey's Porsche                | Questione d'immagine                 | 21 ottobre 1999   | 2 ottobre 2000    |
| 6  | The One on the Last Night                  | L'ultima sera                        | 4 novembre 1999   | 3 ottobre 2000    |
| 7  | The One Where Phoebe Runs                  | Una corsa nel parco                  | 11 novembre 1999  | 4 ottobre 2000    |
| 8  | The One with Ross's Teeth                  | Un sorriso smagliante                | 18 novembre 1999  | 5 ottobre 2000    |
| 9  | The One Where Ross Got High                | Indovina chi viene a cena            | 25 novembre 1999  | 6 ottobre 2000    |
| 10 | The One with the Routine                   | Lo spettacolo di fine anno           | 16 dicembre 1999  | 9 ottobre 2000    |
| 11 | The One with the Apothecary Table          | Il tavolo da speziale                | 6 gennaio 2000    | 10 ottobre 2000   |
| 12 | The One with the Joke                      | La barzelletta rubata                | 13 gennaio 2000   | 11 ottobre 2000   |
| 13 | The One with Rachel's Sister               | Una visita inattesa                  | 3 febbraio 2000   | 12 ottobre 2000   |
| 14 | The One Where Chandler Can't Cry           | Cuore di ghiaccio                    | 10 febbraio 2000  | 13 ottobre 2000   |
| 15 | The One that Could Have Been (I e II Part) | Come poteva essere (1 e 2 parte)     | 17 febbraio 2000  | 16 ottobre 2000   |
| 16 | The One that Could Have Been (I e II Part) | Come poteva essere (1 e 2 parte)     | 17 febbraio 2000  | 17 ottobre 2000   |
| 17 | The One with Unagi                         | Lezioni di autodifesa                | 24 febbraio 2000  | 18 ottobre 2000   |
| 18 | The One Where Ross Dates a Student         | Fuoco e fiamme                       | 9 marzo 2000      | 19 ottobre 2000   |
| 19 | The One with Joey's Fridge                 | Un cavaliere per Rachel              | 23 marzo 2000     | 20 ottobre 2000   |
| 20 | The One with Mac and C.H.E.E.S.E.          | La grande occasione                  | 13 aprile 2000    | 23 ottobre 2000   |
| 21 | The One Where Ross Meets Elizabeth's Dad   | Incontro con papà                    | 27 aprile 2000    | 24 ottobre 2000   |
| 22 | The One Where Paul's the Man               | Lista d'attesa                       | 4 maggio 2000     | 25 ottobre 2000   |
| 23 | The One with the Ring                      | L'anello                             | 11 maggio 2000    | 26 ottobre 2000   |
| 24 | The One with the Proposal ( I e II Part)   | Proposte di matrimonio (1 e 2 parte) | 18 maggio 2000    | 27 ottobre 2000   |
| 25 | The One with the Proposal ( I e II Part)   | Proposte di matrimonio (1 e 2 parte) | 18 maggio 2000    | 30 ottobre 2000   |

## Il giorno dopo
- Titolo originale: The One After Vegas
- Diretto da: Kevin S. Bright
- Scritto da: Adam Chase

### Trama
Monica e Chandler stanno per sposarsi ma, quando si recano alla cappella, vedono Ross e Rachel che, in preda ai fumi dell'alcol, si sono appena uniti in matrimonio. La mattina seguente i due sposi si svegliano a letto e senza vestiti addosso, ma non ricordano quasi nulla della notte trascorsa; solo gli amici faranno notare loro che si sono sposati. Chandler e Monica non credono più che sia una buona idea sposarsi. Joey decide di tornare a casa in taxi con Phoebe, ma lui si addormenta e fa guidare uno sconosciuto. Rachel chiede a Ross di annullare il matrimonio senza divorziare e Chandler chiede a Monica di andare a vivere assieme.
- Curiosità: l'episodio è dedicato all'attrice Courteney Cox e al neo marito David Arquette convolati a nozze il 12 giugno 1999. Nella sigla iniziale, infatti, ai cognomi di tutti gli interpreti viene aggiunto "Arquette".

## Fine di un'epoca
- Titolo originale: The One Where Ross Hugs Rachel
- Diretto da: Gail Mancuso
- Scritto da: Shana Goldberg-Meehan

### Trama
Chandler e Monica devono dire ai rispettivi coinquilini, Joey e Rachel, che andranno a vivere insieme. I due hanno reazioni differenti: il primo piange ed abbraccia il suo amico, mentre la seconda resta molto più distaccata perché crede che la storia di Monica sia una situazione passeggera. Quando Monica dice a Rachel che non è così e che davvero Chandler si trasferirà, la donna si mette a piangere. Ross intanto pensa solo all'ennesimo matrimonio fallito. Phoebe crede che l'uomo non chieda l'annullamento solo perché è ancora innamorato di Rachel; lui nega e va dal suo avvocato. C'è un problema: per convalidare l'annullamento serve che Rachel sia presente per la firma, ma Ross le aveva detto che se ne stava già occupando. Ross va a chiarire la situazione con Rachel, ma la trova in lacrime per il distacco da Monica e a quel punto la consola.

## Cercasi casa
- Titolo originale: The One with Ross's Denial
- Diretto da: Gary Halvorson
- Scritto da: Seth Kurland

### Trama
Rachel cerca casa e viene invitata da Ross, ma nel frattempo Monica e Chandler litigano e lui vuole tornare da Joey, che sta scegliendo le sue neo-coinquiline. Ross cerca di convincere Monica e Chandler a tornare a vivere insieme. Intanto Phoebe continua a dire a Ross che è ancora innamorato di Rachel. Joey dopo aver provato ad invitare Rachel nel suo appartamento, fa un gioco alla sua possibile nuova inquilina (domande a doppio senso) e, alla fine, la caccia.

## L'assicurazione scaduta
- Titolo originale: The One Where Joey Loses His Insurance
- Diretto da: Gary Halvorson
- Scritto da: Andrew Reich e Ted Cohen

### Trama
A Joey scade l'assicurazione sanitaria perché l'anno precedente non aveva lavorato, ma gli viene un'ernia poco prima di fare una serie di provini, ovviamente andati malissimo. Ross intanto ha ottenuto il lavoro come professore alla facoltà di paleontologia, ma diventa nervoso dopo la prova fatta con i suoi amici al Central Perk, ma la sera dice che è andato tutto bene. Monica e Rachel fanno visita nell'aula in cui insegna Ross e scoprono che parla con erre moscia. Joey festeggia il rinnovo dell'assicurazione medica mettendosi un casco ed essere pronto a farsi dare un sacco di legnate dagli amici. Rachel intanto scopre che Ross non ha annullato il matrimonio a Las Vegas e così lo raggiunge furiosa alla lezione.

## Questione d'immagine
- Titolo originale: The One with Joey's Porsche
- Diretto da: Gary Halvorson
- Scritto da: Perry Rein e Gigi McCreery

### Trama
Rachel scopre di essere ancora sposata e, furibonda, chiede a Ross l'annullamento del matrimonio, ma dopo aver ascoltato entrambi, il giudice non approva la richiesta e i due dovranno divorziare. Ross scopre di essere ancora innamorato di Rachel e questa confida che avrebbe immaginato il loro matrimonio come un qualcosa di duraturo. I due si abbracciano teneramente. 
Phoebe nel frattempo assume la responsabilità di controllare i tre figli del fratello e chiede aiuto a Monica e Chandler, ma quest'ultimo è costretto ad andare all'ospedale per aver ingoiato una pistola giocattolo. Joey invece trova le chiavi di una Porsche al bancone di Gunther e decide di immedesimarsi nel ruolo di pilota per conoscere ragazze. Le cose vanno bene per un po', ma poi viene scoperto.
- Guest Star: Conchata Ferrell (giudice)

## L'ultima sera
- Titolo originale: The One on the Last Night
- Diretto da: David Schwimmer
- Scritto da: Scott Silveri

### Trama
È l'ultima sera per le coppie Rachel e Monica e Chandler e Joey e decidono di passare delle serate indimenticabili. Inizialmente Chandler e Joey decidono di restare in casa a far nulla, ma Chandler, preoccupato per la disoccupazione dell'amico, cercherà di regalargli 1500 dollari. Nel frattempo Rachel e Monica cominciano un lunghissimo battibecco riguardante i loro difetti, ma grazie a Phoebe tutto si risolverà per il meglio. Ross nel frattempo, con un pupazzo con la testa di zucca, finge di avere Ben in casa per evitare di aiutare la sorella ad impacchettare le scatole di Rachel.
- Nota. Questa è la prima apparizione di Cole Sprouse come Ben Geller, il figlio di Ross. Prima di questo, il personaggio è stato interpretato da vari bambini.

## Una corsa nel parco
- Titolo originale: The One Where Phoebe Runs
- Diretto da: Gary Halvorson]
- Scritto da: Sherry Bilsing-Graham e Ellen Plummer

### Trama
Joey decide di trovare una coinquilina e questi sceglie Janine, una ballerina. Chandler decide di dare una ripulita al suo nuovo appartamento prima dell'arrivo di Monica, ma Ross gli ricorda la fissazione della sorella per l'ordine del suo soggiorno. Chandler, terrorizzato, cerca di rimettere tutto in ordine con Ross usando delle foto dell’appartamento come riferimento per la posizione esatta di ogni cosa, ma Monica si accorge immediatamente di come sia stato spostato tutto, al che Chandler confessa. Monica, però, afferma di essere felice che si sia preso il disturbo di pulire casa e che la sua fissazione per l’ordine non deve dargli preoccupazioni. Phoebe e Rachel vanno a correre nel parco, ma quest'ultima è imbarazzata dal modo strano di correre dell'amica.

## Un sorriso smagliante
- Titolo originale: The One with Ross's Teeth
- Diretto da: Gary Halvorson
- Scritto da: Perry Rein, Gigi McCreedy, Andrew Reich e Ted Cohen

### Trama
Ross, prima di uscire con una compagna di lavoro di Monica, decide di sbiancarsi i denti, arrivando al punto che questi si vedono anche al buio. Joey, grazie alla nuova coinquilina, inizia a fare cose femminili in casa, con la disapprovazione di Chandler. Phoebe chiede a Rachel di fotocopiare alcune cose nel suo ufficio e finisce a letto con il ragazzo delle fotocopie che si spaccia per Ralph Lauren. Nel frattempo Rachel ha diverse discussioni con la sua direttrice convinta che lei stia cercando di portarsi a letto l'uomo per prendere il suo posto.
- Guest Star: Ralph Lauren (sé stesso)

## Indovina chi viene a cena
- Titolo originale: The One Where Ross Got High
- Diretto da: Kevin S. Bright
- Scritto da: Gregory S. Malins

### Trama
I genitori di Monica e Ross arrivano a casa di Monica per il Ringraziamento. Monica confessa a Chandler di non aver detto ancora nulla della loro convivenza e tanto meno del loro fidanzamento perché ai due lui non piace, così Chandler decide che conquisterà i genitori di Monica per rendere la notizia della loro convivenza un lieto evento. Anche Ross è nervoso perché dovrebbe rivelare loro del suo terzo divorzio. Joey e Ross vorrebbero passare il Ringraziamento con Janine e le sue affascinanti colleghe, ma saranno trascinati a stare con gli altri amici. Alla fine Ross e Monica dicono l'uno i segreti dell'altro ai genitori davanti a tutti, così si scopre che Chandler non piaceva a loro perché Ross, durante il periodo del college, fumò uno spinello in camera sua, ma quando i genitori ne sentirono l'odore lui diede la colpa a Chandler in assenza di quest'ultimo. I genitori sono delusi da entrambi i figli (da Ross per l'erba, l'essere stato assente dal lavoro per un anno e per il terzo divorzio, mentre da Monica per non aver detto loro della sua relazione con Chandler) ma ciò finisce col mettere in luce Chandler, che viene accolto calorosamente dai genitori della fidanzata per esser stato, a detta loro, vicino a Ross durante i problemi di droga e per prendersi cura di Monica adesso. Rachel invece è alla prese con la ricetta della zuppa inglese, ma per sbaglio mischia due ricette, mettendo della carne nel dolce. Joey sarà l'unico a mangiare il risultato, trovandolo anche buono.

## Lo spettacolo di fine anno
- Titolo originale: The One with the Routine
- Diretto da: Kevin S. Bright
- Scritto da: Brian Boyle

### Trama
La nuova coinquilina di Joey ha dei biglietti per uno show di fine anno ed invita il coinquilino, Monica e Ross a partecipare con lei. Nel frattempo Phoebe, Rachel e Chandler cercano i regali fatti da Monica per Natale.

## Il tavolo da speziale
- Titolo originale: The One with the Apothecary Table
- Diretto da: Kevin S. Bright
- Scritto da: Zachary Rosenblatt e Brian Boyle

### Trama
Joey comincia a uscire con la sua coinquilina Janine, ma lei non sopporta i suoi migliori amici, Chandler e Monica. Malgrado i due si sforzino di piacerle, Janine non riesce a trovarli simpatici e alla fine Joey le dice chiaramente che i due sono molto importanti per lui e se non riesce ad essere almeno civile con loro sarà meglio mollarsi e che lei se ne vada. Janine sembra capire la posizione di Joey e si offre di scusarsi, anche Monica viene spinta da Chandler a cercare un punto d'incontro, così le due si scusano a vicenda, ma non appena si volta Janine insulta Monica che, sentendola, inizia ad inseguirla giù per le scale per picchiarla. Joey capisce che con Janine con c'è futuro e corre giù insieme a Chandler per godersi la lite tra donne. Rachel compra un tavolino prodotto da una multinazionale, cosa disapprovata da Phoebe, alla quale dirà di averlo comprato in un mercatino delle pulci. Le cose si complicheranno quando Ross comprerà lo stesso tavolo all'insaputa di Rachel, che aveva detto a Phoebe che era un pezzo unico.

## La barzelletta rubata
- Titolo originale: The One with the Joke
- Diretto da: Gary Halvorson
- Scritto da: Shana Goldberg-Meehan, Andrew Reich e Ted Cohen

### Trama
Ross si vanta del fatto che una sua barzelletta venga pubblicata su Playboy, ma Chandler sostiene di averla inventata lui. Joey, senza più un soldo per aver perso il posto, riceve l'offerta di lavorare al Central Perk come cameriere. Monica, durante un gioco fra le ragazze, si offende perché Phoebe dice di preferire Rachel a lei come ipotetica partner. 

## Una visita inattesa
- Titolo originale: The One with Rachel's Sister
- Diretto da: Gary Halvorson
- Scritto da: Seth Kurland

### Trama
Joey lavora al Central Perk ed offre la consumazione alle belle ragazze per conquistarle. Monica ha l'influenza ed è costretta a stare a casa dal lavoro; a sorpresa arriva in città la sorella di Rachel, Jill, diseredata dal padre perché ha comprato una barca. Rachel ospita la sorella e vuole aiutarla a diventare indipendente dalle carte di credito del padre, che Jill continua ad usare imperterrita. Tra Ross e Jill sembra esserci del tenero e la cosa infastidisce molto Rachel che ne parla con la sorella, che smentisce l'attrazione nei confronti del ragazzo. Quando Jill confessa a Rachel di trovare Ross noioso, lei lo difende elogiandolo tanto da far ricredere la sorella che è intenzionata a chiedere un'uscita a Ross. Monica cerca di convincere Chandler di star bene e di essere sexy nonostante l'influenza, lui non cede e preferisce starle alla larga, ma Monica lo seduce spalmandosi un unguento su tutto il corpo. Ross e Jill escono insieme e la cosa irrita nuovamente Rachel che corre a casa di Monica per spiarli dalla finestra, Ross però chiude le tende.
- Guest Star: Reese Witherspoon (Jill)

## Cuore di ghiaccio
- Titolo originale: The One Where Chandler Can't Cry
- Diretto da: Kevin S. Bright
- Scritto da: Andrew Reich e Ted Cohen

### Trama
Rachel cerca di capire cosa è successo fra Ross e sua sorella chiedendogli informazioni sulla serata; la ragazza si tranquillizza quando Ross le dice di aver chiuso le tende per mostrare a Jill le sue diapositive sui fossili, ma si agita nuovamente quando lui aggiunge che si rivedranno la sera seguente per San Valentino. Rachel allora fa una sfuriata e chiede a Ross di non vedere più Jill. Phoebe, Monica e Joey si commuovono guardando il film E.T., la cosa invece non tocca minimamente Chandler che non riesce a piangere per nessun motivo e viene soprannominato dagli amici "cuore di ghiaccio". Al Central Perk, un uomo chiede a Phoebe un autografo perché suo grande fan, lei si sente lusingata, ma l'uomo poco dopo confessa a Joey che Phoebe è una promettente pornostar e di aver visto tutti i suoi film. I ragazzi affittano un film a luci rosse in cui la protagonista è Phoebe (tranne Joey che si arrabbia con gli amici per voler vedere il film), ma capiscono che si tratta di Ursula, sorella gemella di Phoebe che usa il suo nome come pseudonimo; anche Phoebe scopre l'accaduto e si infuria con la sorella, che le propone di entrare nel business, ma Phoebe si arrabbia ancora di più. La ragazza decide allora di andare nell'agenzia in cui lavora Ursula e di riscuotere gli assegni intestati a suo nome dando all'agenzia il proprio indirizzo. Rachel dice alla sorella Jill di aver chiesto lei a Ross di interrompere le loro uscite e Jill per ripicca va a casa di Ross e lo bacia. Ross corre da Rachel per dirle tutto e aggiunge di averla respinta perché non può immaginare di precludere in questo modo un possibile futuro con lei. Rachel rimane toccata dal gesto di Ross e lo ringrazia; Chandler, sentendo le parole dell'amico, finalmente si commuove, mentre Jill decide di andarsene.
- Guest Star: Larry Joe Campbell (fan di Phoebe), Reese Witherspoon (Jill)

## Come poteva essere (1ª parte)
- Titolo originale: The One that Could Have Been (Part I)
- Diretto da: Michael Lembeck
- Scritto da: Greg Malins e Adam Chase

### Trama
I sei amici si chiedono come sarebbero state le loro vite se le cose fossero andate diversamente. In una realtà alternativa Rachel ha sposato Barry, Ross non ha divorziato da Carol, Monica è rimasta grassa, Chandler è uno scrittore di vignette divertenti per il Times, Joey continua a recitare nella soap I giorni della nostra vita e Phoebe è un'agente di borsa.

## Come poteva essere (2ª parte)
- Titolo originale: The One that Could Have Been (Part II)
- Diretto da: Michael Lembeck
- Scritto da: David Crane e Marta Kauffman

### Trama
Nella realtà alternativa, Rachel incontra per caso Ross che le presenta tutti i suoi amici. La ragazza si rivela essere una grande fan de I giorni della nostra vita ed è molto emozionata nel conoscere Joey. Ross nel frattempo è in crisi con la moglie perché da mesi non riescono a trovare un momento di intimità. Phoebe gli suggerisce di sperimentare qualcosa di alternativo e, quando Ross propone a Carol di fare una cosa a tre con un'altra donna, la compagna è ben felice di accettare. Le vignette di Chandler non stanno avendo molto successo e Monica gli suggerisce di diventare l'assistente personale di Joey. Phoebe a causa della sua vita frenetica ha un infarto e, durante la convalescenza, viene licenziata. Rachel rischia di avere un momento di debolezza e tradire Barry con Joey, ma all'ultimo momento decide di tornare a casa e scopre che il marito la sta tradendo con la sua migliore amica. Chandler, ispirato dalla sua vita alle dipendenze di Joey, riesce a scrivere finalmente una storia di successo. Monica sta cercando una storia importante, ma la persona con cui sta uscendo è noiosissima. Chandler, dopo aver scoperto che l'amica è ancora vergine, si offre di aiutarla e i due scoprono di stare molto bene assieme. Ross incontra Rachel e le racconta che la moglie sembrava molto coinvolta dal rapporto con Susan (la terza persona del loro incontro) e la ragazza l'aiuta a capire che Carol è lesbica.

## Lezioni di autodifesa
- Titolo originale: The One with Unagi
- Diretto da: Gary Halvorson
- Scritto da: Zachary Rosenblatt

### Trama
Rachel e Phoebe partecipano ad alcune lezioni di autodifesa. Ross si spaccia per un esperto di arti marziali e cerca di dimostrare loro che non sono pronte a subire un attacco improvviso. Chandler e Monica decidono di fare dei regali di San Valentino autoprodotti, ma Chandler non sa cosa realizzare e Monica si è dimenticata dell'accordo. Il ragazzo fortunatamente trova una compilation di canzoni già registrata su una musicassetta e la dona alla fidanzata, mentre Monica regala a Chandler un calzino trasformato in un burattino. Chandler però si accorge che il coniglietto è stato realizzato da Phoebe e non da Monica. La ragazza si sente molto in colpa per essersi scordata il regalo e quindi inizia ad essere particolarmente servizievole nei confronti del compagno. Quando Monica ascolta la sua cassetta, scopre che la registrazione era stata effettuata da Janice, l'ex-fidanzata di Chandler.

## Fuoco e fiamme
- Titolo originale: The One Where Ross Dates a Student
- Diretto da: Gary Halvorson
- Scritto da: Seth Kurland

### Trama
Una delle studentesse di Ross gli chiede di uscire; lui accetta ma deve nasconderlo ai colleghi. Rachel e Phoebe devono trasferirsi rispettivamente da Joey e Monica dopo l'incendio del loro appartamento. Chandler incontra una sua vecchia fiamma per aiutare Joey irritando Monica.
● Guest Star: Alexandra Holden (Elizabeth)

## Un cavaliere per Rachel
- Titolo originale: The One with Joey's Fridge
- Diretto da: Ben Weiss
- Scritto da: Seth Kurland, Gigi McCreedy e Perry Rein

### Trama
Il frigo di Joey è rotto così questi cerca di estorcere dei soldi ai suoi amici. Nel frattempo, Rachel sta cercando un cavaliere per andare ad una serata di beneficenza e Monica e Chandler gliene trovano uno, ma anche Phoebe vuole proporle un suo conoscente così si crea una sorta di gara fra i due ragazzi papabili.

## La grande occasione
- Titolo originale: The One with the Mac and C.H.E.E.S.E
- Diretto da: Kevin S. Bright
- Scritto da: Doty Abrams

### Trama
Joey vuole tentare un provino per una serie tutta sua, ma non è convinto di essere abbastanza bravo, mentre Phoebe pensa di aver scoperto in sé un grande talento per la recitazione. Joey passa una prima selezione, ma deve sostenere un secondo provino per aggiudicarsi la parte. Chandler dovrebbe avvertirlo che l'orario di convocazione è stato anticipato ma ciò non accade. Infine, Chandler viene a sapere che Joey ha ancora un'ultima occasione e cerca di avvertire l'amico.

## Incontro con papà
- Titolo originale: The One Where Ross Meets Elizabeth's Dad
- Diretto da: Michael Lembeck
- Scritto da: David J. Lagana

### Trama
Ross è nervoso quando incontra il padre di Elizabeth, Paul, che mostra un certo interesse verso Rachel. Joey comincia a lavorare in Mac and C.H.E.E.S.E, ma non va d'accordo col ragazzo che ha costruito e che manovra il robot, che ha il potere di farlo licenziare. Joey, infatti, sta per essere licenziato, ma il ragazzo gli fa una proposta: se gli insegnerà ad essere sicuro di sé con le donne come lui, Joey manterrà il lavoro. Joey accetta e il ragazzo riesce a conquistare la ragazza della quale si era innamorato. Phoebe comincia a scrivere un libro su Monica e Chandler.
- Guest Star: Bruce Willis (Paul), Alexandra Holden (Elizabeth)

## Lista d'attesa
- Titolo originale: The One Where Paul's the Man
- Diretto da: Gary Halvorson
- Scritto da: Brian Caldirola, Sherry Bilsing-Graham e Ellen Plummer

### Trama
Phoebe ha ricevuto in regalo tre biglietti di una mostra fotografica di un bellissimo museo, dove scopre insieme a Monica e Rachel che lì ci si può anche sposare. Decidono di mettersi tutte in lista d'attesa, nonostante nessuna di loro sia ufficialmente fidanzata, perché vista la grande richiesta le date sarebbero comunque fissate oltre un anno dopo. Chandler scopre ciò che ha fatto Monica da un messaggio della direttrice del museo che li informa che una coppia ha rinunciato e che quindi c'è posto per celebrare il matrimonio da lì a pochi mesi, così richiama e corre fuori in preda all'agitazione. Monica, dopo essersi resa conto di essere stata scoperta, si agita terribilmente perché ha paura che Chandler, da sempre restio a legarsi in modo duraturo, pensi che lei voglia incastrarlo a sposarla. Ross fa una tremenda gaffe con il padre di Liz, ma poi si reca con lei nel suo chalet di montagna. Purtroppo il padre di Liz, insieme a Rachel, arriva lì nello stesso momento. Ross allora si nasconde sotto il divano e Rachel cerca di coprirlo. Liz cerca di aiutarla a far scappare Ross, che rimane intrappolato sotto il letto del padre di Liz, quest'ultimo in camera a farsi forza in modo ridicolo in vista della serata con Rachel. In questo modo Ross lo vede e può ricattarlo. Joey va in lavanderia e porta la foto che era appesa quando era nello show I giorni della nostra vita, con lo scopo di farsela di nuovo appendere perché ora è nuovamente famoso, ma il gestore della lavanderia è dubbioso al riguardo. In compenso Joey esce con una ragazza che lavora lì, ma il giorno dopo scopre che si trattava della moglie del gestore. Chandler e Monica chiariscono l'accaduto quando quest'ultima lo rassicura di non volerlo incastrare e di essersi prenotata solo per gioco. Quando Monica esce, però, spunta da una camera Phoebe, entusiasta perché Chandler le ha confidato che, quando ha sentito il messaggio, è corso al museo per vedere come fosse e di aver confermato la prenotazione di Monica perché intende chiederle di sposarlo.
- Guest Star: Bruce Willis (Paul), Alexandra Holden (Elizabeth)

## L'anello
- Titolo originale: The One with the Ring
- Diretto da: Gary Halvorson
- Scritto da: Ted Cohen e Andrew Reich

### Trama
Chandler si reca con Phoebe a scegliere l'anello di fidanzamento. Dopo averlo scelto, chiede a Phoebe di controllarlo mentre va a prendere i soldi, ma al suo arrivo scopre che un altro uomo lo ha preso per fare la proposta alla propria fidanzata. Chandler ne compra un altro più costoso, ma non è quello che ha scelto lui e riesce a rintracciare l'uomo che lo ha comprato mentre sta cenando con la sua ragazza, con l'intenzione di farle la proposta, e lo convince a scambiare gli anelli. Ross e Joey ci rimangono male per l'atteggiamento apparentemente distaccato di Chandler e iniziano a passare più tempo insieme. Rachel si pente di aver chiesto a Paul di essere più aperto con lei, perché comincia a piangere per qualsiasi cosa, così lo lascia. Chandler rivela poi a tutti gli amici di voler chiedere a Monica di sposarlo e tutti accolgono felicemente la notizia.
- Guest Star: Bruce Willis (Paul)

## Proposte di matrimonio (1ª parte)
- Titolo originale: The One with the Proposal (Part I)
- Diretto da: Kevin S. Bright
- Scritto da: Shana Goldberg-Meehan e Scott Silveri

### Trama
Chandler progetta di chiedere a Monica di sposarlo a cena. Phoebe e Joey si uniscono a Rachel ad un'asta di beneficenza. Ross si lascia con Elizabeth perché è troppo immatura, dopo averla vista giocare ai gavettoni nel suo dormitorio. Joey per errore compra all'asta una barca per 20.000 dollari. Richard entra con una donna e compare nel ristorante proprio quando Chandler sta per fare la proposta di matrimonio a Monica. Joey decide di tenersi la barca. Chandler fa credere a Monica che lui non voglia sposarsi, cosicché possa rimanere sorpresa quando si proporrà a lei. Nel frattempo, però, Richard va a trovare Monica e le dice di amarla ancora.
- Guest Star: Tom Selleck (Dott. Richard Burke)

## Proposte di matrimonio (2ª parte)
- Titolo originale: The One with the Proposal (Part II)
- Diretto da: Kevin S. Bright
- Scritto da: Andrew Reich e Ted Cohen

### Trama
Rachel scopre che Phoebe anni prima ha fatto un patto con Joey: i due si sposeranno se a 40 anni saranno ancora single. Rachel allora va da Ross per fare lo stesso patto con lui, ma Phoebe ha già "prenotato" anche lui e persino Chandler, ora fuori dai giochi grazie alla storia con Monica. Rachel e Phoebe si contendono entrambi gli amici come mariti di scorta e alla fine lasciano scegliere alla sorte: Joey a Rachel e Ross a Phoebe, ma subito dopo le due, non soddisfatte degli accoppiamenti, fanno a cambio. Monica parla con Joey della proposta di matrimonio di Richard ed è furiosa con Chandler per la sua paura del matrimonio. Joey dice tutto a Chandler, il quale corre subito a cercare Monica da Richard. Monica dice a Richard di aver bisogno di tempo per pensare alla sua proposta. Quando Chandler arriva da Richard gli spiega la situazione e Richard gli consiglia di farsi avanti e di non farsi sfuggire Monica come ha fatto lui. Chandler torna a casa, dove Monica, che ha scoperto le vere intenzioni di Chandler grazie a Joey, si inginocchia davanti a lui ed inizia a fargli una proposta di matrimonio, ma dall'emozione non ci riesce, così è Chandler a chiederle di sposarlo e Monica accetta, con grande gioia di Rachel, Phoebe e Joey.
- Guest Star: Tom Selleck (Dott. Richard Burke)